# Nghịch lý Epimenides

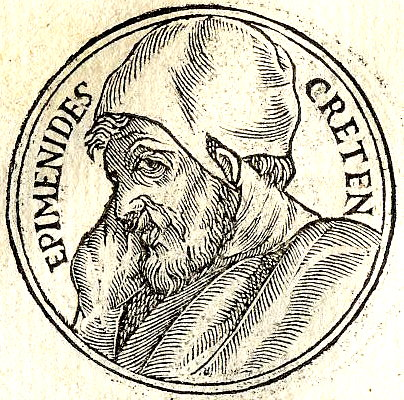
Epimenides

Nghịch lý Epimenides là dạng đầu tiên được biết đến của nghịch lý người nói dối. Phiên bản phổ biến phát biểu như sau: "Epimenides, một người dân của đảo Kríti, đã nói: Tất cả dân đảo Kríti đều là kẻ nói dối."

## Bối cảnh lịch sử
Nguồn gốc của nghịch lý này xuất phát từ kinh Tân Ước, trong thư gửi Tít 1,12, sứ đồ Phaolô viết về dân đảo Kríti (Cơ-rết) đã trích dẫn lời nói của một tiên tri vô danh ở xứ này, phát biểu như sau:
12Một người trong bọn họ, tức là bậc tiên tri của họ, có nói rằng: Người Cơ-rết hay (thay) nói dối, là thú dữ, ham ăn mà làm biếng.
Câu trích dẫn "người Cơ-rết hay nói dối, là thú dữ, ham ăn mà làm biếng" là một dạng thơ lục ngôn của Hy Lạp xuất phát từ thi ca phi chính thống. Về sau, Clement thành Alexandria (150 – 215 CN) xác định "bậc tiên tri" trong bức thư của thánh Phaolô chính là Epimenides (khoảng thế kỷ 6-7 TCN).
Năm 1908, nghịch lý này được Bertrand Russell đưa lên hàng đầu tiên trong danh sách các nghịch lý toán-logic, và trở thành một vấn đề của triết học hiện đại và toán học logic. Russell đưa nghịch lý này vào dưới dạng trích dẫn nhận xét về dân đảo Kríti như ở trên. Tiếp đó, Russell lại rút gọn nghịch lý này thành câu phát biểu: "Một người nói: Tôi đang nói dối", đây chính là nghịch lý kẻ nói dối của Eubulides.

## Nghịch lý logic
Thomas Fowler (1869) phát biểu nghịch lý như sau: "Epimenides người đảo Kríti nói rằng tất cả các dân đảo Kríti là những kẻ nói dối, nhưng Epimenides cũng là một dân đảo này, vì vậy ông cũng là một kẻ nói dối. Nhưng nếu ông ta là một kẻ nói dối, thì những gì ông nói đều không đúng sự thật, và do đó các dân đảo Kríti là những người thật thà, nhưng Epimenides là một người dân của đảo này, và do đó những gì ông nói đều đúng sự thật. Vì vậy chúng ta cứ chứng minh vòng vòng, giữa Epimenides và các dân đảo Kríti là nói thật và nói dối ".